# Leveles májmohák
A Jungermanniopsida egy osztály, a májmohák törzséből. A Jungermanniopsida taxonba négy alosztály tartozik, a Jungermanniidae csoportba tartoznak a "valódi" leveles májmohák, a többi alosztály tagjaira az egyszerű telepes (thallus) testfelépítés a jellemző. Természetesen a májmohák levele nem azonos a fejlettebb, valódi szövetekkel rendelkező növények leveleivel (Tracheophyta), csak látszólagos a hasonlóság. Az osztályba körülbelül 6700 faj tartozik világszerte.

## Jellemzőik
A Jungermanniales rendbe tartozó növények főbb részei: levelecske, száracska és gyökerecske. A levelecskéknek nincs ere, és három sorban helyezkednek el a száracskán, a harmadik sor levelecske lehet nagyon fejletlen, vagy hiányozhat is. A Metzgeriales rend növényei egyszerűbb, telepes testfelépítésűek.  A Marchantiopsida osztálytól eltérően nincsenek pórusok, légüregek a telepben, az csak néhány sejt vastag. A telep közepén lehet több sejtsor vastag központi ér. A telep szélein lehetnek lebenyek, karéjok, kisebb vagy nagyobb kinövések.
A növények sejtjeiben majdnem mindig találhatóak olajtestek, melyek terpén vegyületeket tartalmaz, ami miatt jellegzetes illata van ezeknek a májmoháknak.
A gametangiumok (ivarszervek) magányosak, elkülönülve helyezkednek el, nem csoportosan.
A sporofiton egy spóratokból (capsule) és egy toknyélből (seta) áll. A spóratok négyfelé hasadva nyílik fel.

## Elnevezésük
Az osztály a nevét Jungermannia nemzetségről kapta, aminek a nevét Carl von Linné  Ludwig Jungermann (1572-1653) után adta. Ez az elnevezés többféle írásmódban fennmaradt ("n" és "nn"), de a helyes elnevezés a Jungermannia.

## Rendszertanjuk
A Jungermanniopsida osztály taxonjainak besorolása az alábbi listán látható. A taxonómiai változások miatt az egyes rendek, családok illetve az azokba tartozó nemzetségek és fajok változhatnak az újabb kutatási eredményeknek megfelelően. Ebben a szócikkben a hivatkozásban közölt forrás szerint adjuk meg a besorolásokat. A mohák rendszertani besorolását még a "Mohák rendszertana" című szócikkben is tárgyaljuk.
- - Osztály: Leveles májmohák (Jungermanniopsida)
    - Alosztály: Jungermanniidae
      - Rend: Jungermanniales
        - Alrend: Cephaloziinae
        - Család: Adelanthaceae Grolle
        - Család: Anastrophyllaceae L. Sröderstr.
        - Család: Cephaloziaceae Mig.
        - Család: Cephaloziellaceae Douin
        - Család: Lophoziaceae Cavers
        - Család: Scapaniaceae Mig.
        - Alrend: Jungermanniineae
        - Család: Acrobolbaceae E. A. Hodgs
        - Család: Antheliaceae R.M.Schust.
        - Család: Arnelliaceae Nakai
        - Család: Balantiopsidaceae H. Buch
        - Család: Blepharidophyllaceae R.M. Schust. ex J.J. Engel
        - Család: Calypogeiaceae Arnell
        - Család: Endogemmataceae Konstant.
        - Család: Geocalycaceae H. Klinggr.
        - Család: Gymnomitriaceae H. Klinggr.
        - Család: Gyrothyraceae R.M. Schust.
        - Család: Harpanthaceae Arnell
        - Család: Hygrobiellaceae Konstant. et Vilnet
        - Család: Jackiellaceae R.M. Schust.
        - Család: Jungermanniaceae Rchb.
        - Család: Notoscyphaceae Crand.-Stotl.
        - Család: Saccogynaceae Heeg
        - Család: Solenostomataceae Stotler et Crand.-Stotl.
        - Család: Southbyaceae Váňa
        - Család: Stephaniellaceae R.M. Schust.
        - Család: Trichotemnomaceae R.M. Schust.
        - Alrend: Lophocoleineae
        - Család: Blepharostomataceae W.Frey et M.Stech
        - Család: Brevianthaceae J.J. Engel et R.M. Schust.
        - Család: Chonecoleaceae R.M. Schust. ex Grolle
        - Család: Grolleaceae Solari ex R.M.Schust.
        - Család: Herbertaceae Müll. Frib. ex Fulford et Hatcher
        - Család: Lepicoleaceae R.M. Schust.
        - Család: Lepidoziaceae Limpr.
        - Család: Lophocoleaceae Vanden Berghen
        - Család: Mastigophoraceae R.M. Schust.
        - Család: Plagiochilaceae Müll. Frib.
        - Család: Pseudolepidocoleaceae Fulford et J. Taylor
        - Család: Trichocoleaceae Nakai
        - Alrend: Myliineae
        - Család: Myliaceae Schljakov
        - Alrend: Perssoniellineae
        - Család: Schistochilaceae H. Buch

      - Rend: Porellales
        - Alrend: Jubulineae
        - Család: Frullaniaceae Lorch.
        - Család: Jubulaceae H. Klinggr.
        - Család: Lejeuneaceae Cavers
        - Alrend: Porellineae
        - Család: Goebeliellaceae Verd.
        - Család: Lepidolaenaceae  Nakai
        - Család: Porellaceae Cavers
        - Alrend: Radulineae
        - Család: Radulaceae Müll. Frib.

      - Rend: Ptilidiales
        - Család: Herzoginthaceae Stotler et Crand.-Stotl.
        - Család: Neotrichocoleaceae Inoue
        - Család: Ptilidiaceae H.Klinggr.

    - Alosztály: Metzgeriidae
      - Rend: Metzgeriales
        - Család: Aneuraceae H.Klinggr.
        - Család: Metzgeriaceae H.Klinggr.

      - Rend: Pleuroziales
        - Család: Pleuroziaceae Müll. Frib.

    - Alosztály: Pelliidae
      - Rend: Fossombroniales
        - Alrend: Calyculariineae
        - Család: Calyculariaceae He-Nygrén
        - Alrend: Fossombroniineae
        - Család: Allisoniaceae Schljakov
        - Család: Fossombroniaceae Hazsl.
        - Család: Petalophyllaceae Stotler et Crand.-Stotl.
        - Alrend: Makinoiineae
        - Család: Makinoaceae Nakai

      - Rend: Pallaviciniales
        - Alrend: Pallaviciniineae
        - Család: Hymenophytaceae R.M. Schust.
        - Család: Moerckiaceae 
        - Család: Pallaviciniaceae 
        - Család: Sandeothallaceae R.M. Schust.
        - Alrend: Phyllothalliineae
        - Család: Phyllothalliaceae E.A. Hodgs. ex T. Katag.

      - Rend: Pelliales
        - Család: Noterocladaceae W. Frey et M. Stech.
        - Család: Pelliaceae H.Klinggr.

## Fordítás
Ez a szócikk részben vagy egészben  a   Jungermanniopsida című német Wikipédia-szócikk ezen változatának fordításán alapul.  Az eredeti cikk szerkesztőit annak laptörténete sorolja fel. Ez a jelzés csupán a megfogalmazás eredetét és a szerzői jogokat jelzi, nem szolgál a cikkben szereplő információk forrásmegjelöléseként.